# Paul Bugeja
Paul Bugeja (geb. 17. Januar 1913 in Sliema; gest. 14. August 1993), in der maltesischen Schreibung: Pawlu Bugeja, war ein maltesischer Angehöriger der British Army und Autor, der im Bereich der Erwachsenenbildung für das Bildungsministerium im Arbeitsbereich der Beseitigung des Analphabetentums auf den Maltesischen Inseln tätig war. Er ist als Verfasser des Kelmet il-Malti, eines verbreiteten umfangreichen maltesisch-englisch, englisch-maltesischen Wörterbuchs, bekannt, das in verschiedenen Ausgaben und Auflagen erschien.
Im Zweiten Weltkrieg war er im Auftrag des Intelligence Corps der British Army in Indien tätig, wo er italienischen und japanischen Kriegsgefangenen in Gefangenenlagern Englischunterricht (in Basic English) gab.
Captain Paul Bugeja (maltesisch: Kaptan Pawlu Bugeja) ist Autor verschiedener Textbücher auf Maltesisch, Englisch und Italienisch. 

## Publikationen (Auswahl)
- Paul Bugeja; Owen Bonnici; Norbert Bugeja: Kelmet il-Malti : [Dizzjunarju Malti-Ingliz, Ingliz-Malti]. Floriana, Malta : ANG, 1999. 4th [rev.] edition
- Maltese; How to Read and Speak it, Phonetic Pronunciation [Malti; Kif Aqra u Speak dan, Pronunzja fonetiku]. [Foreword by Moyra Mintoff[3]]. Published by Published by A. C. Aquilina & Co. Malta 3rd New and Revised Edition. Malta 1979 (zuerst 1974)